# Moacroton
Moacroton é um género botânico pertencente à família Euphorbiaceae.
Plantas encontradas no Caribe, principalmente em Cuba.

## Sinonímia
- Cubacroton Alain

## Espécies
Formado por dez espécies:
| - Moacroton cristalensis - Moacroton ekmanii - Moacroton gynopetalus - Moacroton lanceolatus - Moacroton leonis | - Moacroton maestrense - Moacroton maestrensis - Moacroton revolutus - Moacroton tetramerus - Moacroton trigonocarpus |

## Nome e referências
Moacroton Croizat